# 893

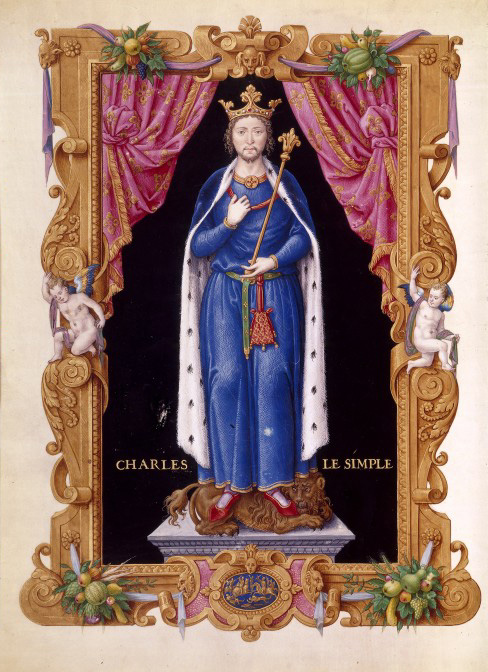
Koning Karel de Eenvoudige (879 - 929)

Het jaar 893 is het 93e jaar in de 9e eeuw volgens de christelijke jaartelling.

## Gebeurtenissen

### Brittannië
- Voorjaar - Prins Eduard, een zoon van Alfred de Grote, verslaat de Deense Vikingen bij Fareham (Zuid-Engeland). Een Vikingleger onder leiding van Hastein verovert bij Benfleet een versterkte nederzetting. Kort daarna worden ze door de Angelsaksen verdreven en moeten zich terugtrekken naar Shoebury (Essex). Vikingen varen vanuit East Anglia met een vloot (140 schepen) langs de kust van Cornwall en belegeren de stad Exeter.[1]

### Europa
- 28 januari - De 13-jarige Karel de Eenvoudige, een postume zoon van Lodewijk de Stamelaar, wordt (met steun van koning Arnulf van Karinthië) door bisschop Fulco in de kathedraal van Reims tot (tegen)koning van het West-Frankische Rijk gekroond. Hierdoor ontstaat er een burgeroorlog om het koningschap tussen koning Odo I en de Frankische adel die Karel steunt.
- Zomer - Een Oost-Frankisch expeditieleger onder bevel van Zwentibold, de oudste zoon van Arnulf van Karinthië, trekt over de Alpen en valt Friuli binnen. Hij voegt zijn leger samen met de afgezette koning Berengarius I en belegert keizer Guido III in de Lombardische hoofdstad Pavia. Na drie maanden moet Zwentibold zich terugtrekken (volgens bronnen door omkoping).
- Vladimir, heerser (knjaz) van het Bulgaarse Rijk, wordt door zijn vader Boris I (met steun van de bojaren) afgezet en gevangengezet. Hij wordt de ogen uitgestoken (een straf voor verraad) en opgevolgd door zijn jongere broer Simeon I. Tijdens zijn bewind sluit Simeon een bondgenootschap met de Petsjenegen (een confederatie van Turkse stammen).
- Galindo II Aznárez (893 - 922) wordt geïnstalleerd als graaf van Aragón (een Frankisch markgraafschap) in Noord-Spanje.
- Eerste schriftelijke vermeldingen van Aartrijke, Arnhem, Langendorf en Wamel.

## Religie
- Asser, een Welse monnik van St. Davids, schrijft zijn biografisch boekwerk, het zogenoemde "Leven van koning Alfred".

## Geboren
- Æthelstan, koning van Engeland (of 894)
- Lodewijk het Kind, koning van het Oost-Frankische Rijk (overleden 911)